# Mortoniodendron ruizii
Mortoniodendron ruizii là một loài thực vật có hoa trong họ Cẩm quỳ. Loài này được Miranda mô tả khoa học đầu tiên năm 1956.